# Petrus Rudolf Bekker
Petrus Rudolf Bekker (Winschoten, 23 mei 1828 – Utrecht, 7 juni 1873) was een Nederlands cellist.
Hij werd geboren binnen het gezin van dans- en muziekmeester Christoff Antoon Bekker en Maria Broese. Zijn broers Okko Jacobus Bekker (1817-1904) en Johannes Henderikus Bekker gingen ook de muziek in. Een derde broer Okko Jacobus Bekker (1835-1903) werd pianohandelaar. Hijzelf huwde de Zeeuwse Elize Johanna Bakker, die hem meer dan 40 jaar overleefde. Dochter Maria Elize ging net als haar vader het onderwijs in, maar dan als tekenlerares. Dochter Lucretia Maria Bekker werd pianiste en trouwde met violist Gerard Veerman. In 1871 werd Petrus Johannes getroffen door een ernstige ziekte, die in twee jaar tot zijn dood leidde.
Petrus Rudolf Bekker kreeg zijn muziekopleiding in eerste instantie van zijn vader in Winschoten en Middelburg. Hij mocht in 1839 verder studeren aan de Muziekschool in Den Haag. Vervolgens kreeg hij van Adrien François Servais verdere educatie in Brussel. In 1849 probeerde hij met de muziekmeester Abraham Izaak van Emden een muziekschool van de grond te krijgen in Middelburg. Hij vestigde zich vervolgens in Amsterdam en in 1855 was hij in Utrecht te vinden. In 1861 werd hij benoemd tot hofcellist van koning Willem III der Nederlanden. In Utrecht bleef hij lesgeven in cello en piano, had hij samen met Richard Hol een muziekschool, was hij orkestlid van het Utrechts Stedelijk Orkest , was lid van de Vereniging voor kamermuziek en van het harmonieorkest.